# 라스트 프론티어 (2020년 영화)
《라스트 프론티어》(러시아어: Подольские курсанты, THE LAST FRONTIER)는 러시아 연방에서 제작된 바딤 스멜레프 감독의 2020년 전쟁, 액션 영화이다. 이 영화의 배경은 1941년 10월에 발생한 모스크바 공방전이다.

## 캐스팅
- 세르게이 베즈루코프 : 캡틴 스타착 역
- 로만 마댜노프 : 스미르노프 소령 역
- 예카테리나 레드니코바 : 니키티나 군의관 역
- 아르티욤 구빈 : 사쉬카 라브로프 역
- 루보프 콘스탄티노바 : 마샤 그리고리바 간호사 역
- 이고르 유딘 : 드미트리 솀야킨 역
- 니콜라이 삼소노프 : 페트로프 역